# Amtsgericht Boizenburg
Das Amtsgericht Boizenburg war ein Gericht der ordentlichen Gerichtsbarkeit in Mecklenburg-Schwerin im Bezirk des Landgerichts Schwerin mit Sitz in Boizenburg/Elbe, welches bis in die Anfangszeit der DDR bestand.

## Geschichte

### Mecklenburg-Schwerin

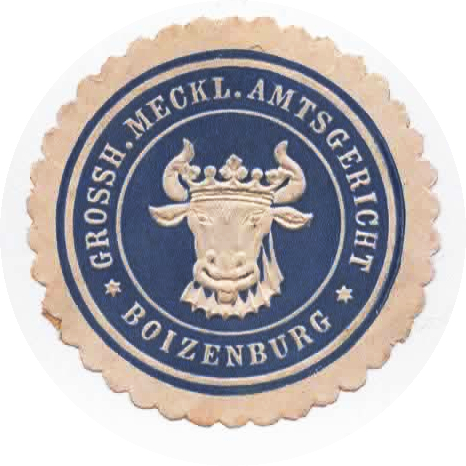
Siegelmarke des Großherzoglich mecklenburgischen Amtsgerichts Boizenburg

In Boizenburg befanden sich vor 1879 ein Großherzogliches Amtsgericht, ein Großherzogliches Stadtgericht, das Magistratsgericht, das Elbzollgericht und Patrimonialgerichte als Eingangsgerichte.
Im Rahmen der Reichsjustizgesetze wurden die bestehenden Gerichte des Großherzogtums Mecklenburg-Schwerin aufgelöst und Amts-, Landes- und Oberlandesgerichte gebildet. Das Amtsgericht Boizenburg war dem Landgericht Schwerin und dem Oberlandesgericht Rostock nachgeordnet. Am Gericht bestand 1880 eine Richterstelle und es war für 12.348 Gerichtseingesessene zuständig. Das Amtsgericht war damit ein kleines Amtsgericht im Landgerichtsbezirk. Es war zugleich Elbzollgericht.
Sein Gerichtsbezirk umfasste die Stadt Boizenburg mit Altendorf, Bürgerhof, Gamm, Schrum und bei Gehrum, Heide, Heidekrug, Metlitzhof, Neuedamm und Pepersaten, aus dem Dominialamt Boizenburg Bahlen mit Bahlendorf, Bandekow, Groß Bengerstorf, Klein Bengerstorf mit Karrentin, Bennin, Besitz, Bickhusen, Gallin (Hof und Dorf) mit Neu Gallin, Goldufer, Gothmann mit Manekenwerder, Granzin, Greven, Gülze, Neu Gülze mit Hühnerbusch, Horst, Lüttenmark mit Hatzberg, Nostorf, Rensdorf, Schildfeld mit Schildmühle, Schwanheide, Teldau-Alteneichen mit Amholz, Franzhagen, Friedrichsmühlen, Grabenau, Hinterhagen, Langfeld, Paulshagen, Schleusenow, Soltow, Vorderhagen, Weitenfeld, Tessin, Nostorf, Vier (Hof, Dorf und Krug), Zweedorf mit Neu-Zweedorf, aus dem ritterschaftlichen Amt Boizenburg Badekow, Beckendorf, Blücher, Hof Bretzin (unbewohnt), Feldmark Goschau, Gresse mit Leisterförde, Wendisch-Lieps, Niendorf mit Teschenbrücke, Schwartow, Sprengelshof, Groß Timkenberg, Wiebendorf, Zahrensdorf und aus dem ritterschaftlichen Amt Wittenburg Brahlstorf mit Bahnhof, Dammereez, Dersenow und Düssin.
Die meisten Gerichtsverfahren behandelten Diebstahls- und Betrugsdelikte.

### Drittes Reich und Sowjetische Besatzungszone
Das Gericht wurde 1943 umgewandelt in eine Zweigstelle des Amtsgerichts Hagenow. Für den Zeitraum von 1948 bis 1949 erlangte es noch einmal den Status eines selbständigen Amtsgerichts.

### DDR
Zum 1. Januar 1950 wurde das Gericht erneut in eine Zweigstelle des Amtsgerichts Hagenow umgewandelt. In der DDR wurden die Amtsgerichte 1952 aufgelöst und einheitlich Kreisgerichte gebildet. Boizenburg kam zum Kreis Hagenow und es entstand das Kreisgericht Hagenow, welches dem Bezirksgericht Schwerin nachgeordnet war. Boizenburg war kein Gerichtsstandort mehr. Nach der Wende wurden die Kreisgerichte durch das Gerichtsstrukturgesetz wieder aufgehoben und erneut Amtsgerichte gebildet. In Boizenburg entstand jedoch kein Amtsgericht.

## Gebäude

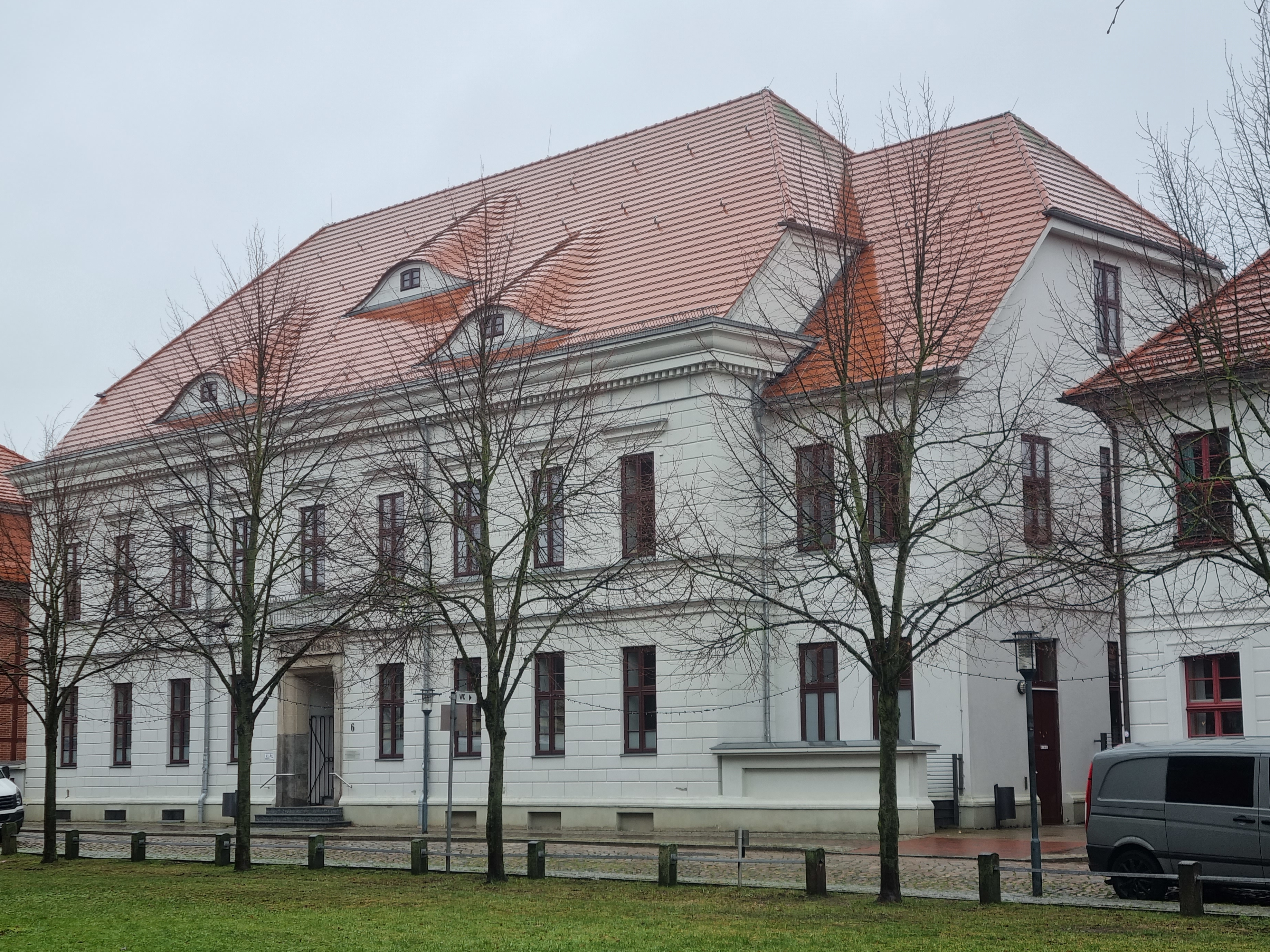
Heutiges Bürgerhaus, Gebäude des ehemaligen Amtsgerichts (2023)

Das Gericht war untergebracht in einem etwa 1830 in klassizistischen Formen errichteten Gebäude mit zwei Geschossen und einem Krüppelwalmdach. Das Gebäude befindet sich in direkter Nähe der Boizenburger St.-Marien-Kirche. Neben dem Gerichtsgebäude befand sich ein Gefängnis. Nach dem Zweiten Weltkrieg war dort die sowjetische Kommandantur untergebracht. Im Jahre 1957 wurde das Gerichtsgebäude in eine Schule umgebaut. Nachdem diese 2001 geschlossen worden war, wurde bei der Gebäudesanierung die ursprüngliche Gebäudestruktur und Fassade wiederhergestellt. Heute sind in dem Gebäude mit der Anschrift Kirchplatz 6 Teile der Stadtverwaltung untergebracht.